# 波耶內什蒂鄉
46°37′N 27°31′E / 46.617°N 27.517°E
波耶內什蒂鄉（羅馬尼亞語：Comuna Poienești, Vaslui），是羅馬尼亞的鄉份，位於該國東北部，由瓦斯盧伊縣負責管轄，面積42平方公里，海拔高度130米，2007年人口3,211，人口密度每平方公里77人。